# Commelina rogersii
Commelina rogersii är en himmelsblomsväxtart som beskrevs av Burtt Davy. Commelina rogersii ingår i släktet himmelsblommor, och familjen himmelsblomsväxter. Inga underarter finns listade.